# 스크린 인터내셔널

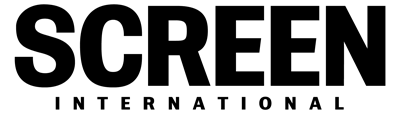

스크린 인터내셔널(Screen International)은 영국의 영화 잡지로, 미디어 비즈니스 인사이트가 발행한다. Screendaily.com이라는 웹사이트를 운영한다.

## 내일의 스타
스크린 인터내셔널 지에서는 2004년부터 매년 잠재성이 있고 전망의 좋은 젊은 배우들을 선별한다. 아래는 그 목록이다.

### 2004 배우
- 에밀리 블런트
- 노엘 클라크
- 베네딕트 컴버배치
- 루퍼트 프렌드
- 제임스 매커보이
- 미셸 라이언

### 2005 배우
- 아믈 아민
- 애나 브루스터
- 도미닉 쿠퍼
- 리사 딜런
- 내털리 도머
- 조니 플린
- 루스 네가
- 메리 나이
- 데이비드 오옐러워
- 로버트 패틴슨
- 에디 레드메인
- 니나 소사냐
- 톰 스터리지
- 나탈리아 테나
- 제이미 윈스턴

### 2005 프로듀서
- 앨러스터 클라크
- 레이철 로비
- 미아 베이스

### 2006 배우
- 리즈 아메드
- 조 앤더슨
- 논소 아노지
- 헤일리 앳웰
- 니콜라 벌리
- 래비 게이브런
- 리베카 홀
- 앤드리아 라이즈버러
- 댄 스티븐스
- 주노 템플
- 조디 휘터커

### 2007 배우
- 칼리드 압달라
- 아셔 알리
- 제마 아터턴
- 벤 반스
- 매슈 비어드
- 루신다 드라이젝
- 앤드루 가필드
- 래즈머스 하디커
- 펄리시티 존스
- 마틴 매캔
- 해나 머리
- 킴벌리 닉슨
- 톰 페인
- 맷 스미스
- Manjinder Virk
- 체리티 웨이크필드
- 키어스턴 웨어링

### 2007 프로듀서
- 애나 힉스
- 개빈 험프리스

### 2007 작가
- 피터 하니스

### 2008 배우
- 벤 올드리지
- 올리 알렉산더
- 미셸 도커리
- 클레어 포이
- 조지아 그룸
- 올리비아 핼리넌
- 톰 히들스턴
- 에드워드 호그
- 스칼릿 존슨
- 구구 음바타로
- 크리스천 매케이
- 찰스 므네네
- 콜린 모건
- 캐리 멀리건
- 잭 오코널
- 데브 파텔
- 샬럿 라일리
- 카야 스코델라리오
- 에런 테일러존슨

### 2009 배우
- 재위 애슈턴
- 루크 에번스
- 홀리데이 그레인저
- 시오 제임스
- Daniel Kaluuya
- Michael Socha

### 2010 배우
- 오비 아빌리
- 아뉴린 바너드
- 제시카 브라운 핀들리
- 샘 클라플린
- 에밀리아 클라크
- 잭 고든
- 귀네스 키워스
- 해리 로이드
- 이완 리언
- 크레이그 로버츠
- Joanna Vanderham
- 클레어 윌슨

### 2011 제작자
- Rowan Athale
- Jay Basu
- Charles Henri Belleville
- Sebastian Foster
- Stefan Georgiou
- 스콧 그레이엄
- 코린 하디
- 콜린 케네디
- 프랜시스 리아
- 존 매클레인
- Robert McKillop
- 마이클 피어스
- Arjun Rose
- 애덤 윔페니[1]

### 2011 배우
- Sebastian Armesto
- 더글러스 부스
- 조슈아 보먼
- 존 보예가
- 미안나 버링
- 조 콜
- 앤토니아 캠벨휴스
- 톰 컬런
- 로버트 엠스
- 피비 폭스
- 조지아 킹
- 버네사 커비
- 엘리엇 나이트
- 리처드 매든
- 토비 레그보
- 알렉산드라 로치
- 대니얼 샤먼

### 2012 배우
- 서맨사 바크스
- 폴 브래니건
- Lenora Crichlow
- 칼라 크롬
- 이언 디캐스트커
- 제임스 플로이드
- Trystan Gravelle
- 톰 해리스
- Aiysha Hart
- 톰 홀랜드
- 조지아 매케이
- 니코 미랠그로
- Daniel Rigby
- 애슐리 토머스
- Elliott Tittensor
- Yusra Warsama
- 러티샤 라이트[2]

### 2012 제작자
- Jessica and Henrietta Ashworth screenwriters
- Mahalia Belo writer-director
- Fyzal Boulifa writer-director
- 도미닉 뷰캐넌 producer
- 헨리 다크 writer-director
- 스튜어트 얼 composer
- Ruth Fowler writer
- Mustapha Kseibati writer-director
- Annemarie Lean-Vercoe cinematographer
- 데이비드 리언 actor-writer-director
- 윌리엄 맥그레거 writer-director
- 제이미 스톤 writer-director
- Kibwe Tavares writer-director
- 대니얼 울프 writer-director[2]

### 2013 배우
- 래피 캐시디
- 앤토니아 클라크
- 로지 데이
- 프랜즈 드러메이
- 커시 점보
- 맷 케인
- 맬러카이 커비
- 디미트리 레오니다스
- 로즈 레슬리
- 스테이시 마틴
- Freya Mavor
- 빌 밀너
- 루크 뉴베리
- 제임스 노턴
- 클로이 피리
- 윌 폴터
- 에드 스크라인

### 2014 배우
- 제이미 블래클리
- 올리비아 쿡
- 소피 쿡슨
- 매켈 데이비드
- 캘빈 뎀바
- Aimeé-Ffion Edwards
- 태런 에저턴
- 아이슬링 프란치오시
- 미아 고스
- 케빈 거스리
- 에드워드 홀크로프트
- 샘 킬리
- 잭 로든
- 케이트 필립스
- 엘리너 톰린슨
- 캘럼 터너
- 메이지 윌리엄스